# Molly Hayes
Molly Hayes (también conocida como Princesa potente o Bruiser) es un personaje que aparece en los cómics estadounidenses publicados por Marvel Comics. Fue creada por el autor Brian K. Vaughan y el artista Adrian Alphona. Debutó en el primer número de Runaways (abril de 2003). Molly suele vestir con sombreros, que son reproducidos y vendidos como merchandising. 
Molly es la única mutante del equipo original de Runaways. A pesar de que sus padres son mutantes telepáticos, los poderes de Molly son fuerza y resistencia sobrehumanas. Se siente muy orgullosa de su herencia mutante y admira a los X-Men. En 2009, Molly fue nombrada la cuarta mujer más ruda del Universo Marvel, después de Rogue, She-Hulk y Ms. Marvel.
El personaje se reinventó como Molly Hernández, interpretada por Allegra Acosta, en la serie de televisión de Hulu Runaways, ambientada en el Universo cinematográfico de Marvel.

## Producción
Molly fue una de los pocos Runaways en mantener el nombre que tenía en la propuesta original de Brian K. Vaughan. Su nombre es un tributo a la hermana menor de Brian K. Vaughan, Molly Hayes Vaughan.
En el guion original, los padres de Molly eran actores de Hollywood. Esta profesión se convertiría en la de los padres de Karolina. Además, la relación fraternal de Molly con Chase originalmente iba a ser con Gert. Molly se suponía que tendría trece años en lugar de once.

## Biografía de personaje de ficción

### The Pride
Los padres de Molly y de Alex Wilder, Karolina Dean, Gertrude Yorkes, Chase Stein, y Nico Minoru se reúnen una vez al año para celebrar una fiesta. Durante una de estas fiestas los chicos descubren a sus padres sacrificando a una joven y llamarse a sí mismos «The Pride». Los mayores de ellos deciden huir de sus casas esa misma noche. Luego de descubrir sus poderes y herencia, rescatan a Molly de su casa. Ella se despierta de un sueño inducido psíquicamente durante el rescate y ve a su madre siendo amenazada por Nico. Los poderes mutantes de Molly se manifiestan en ese momento en color rosa brillante en su cabello y ojos. Sin embargo, Molly primero usa su fuerza para golpear a Leslie Dean del cielo, salvando a Gert. Molly cae rápidamente dormida por el cansancio y los chicos la llevan a su nueva guarida, una mansión en ruinas que llaman «El Albergue».
A lo largo del primer volumen de la serie, Molly es escéptica de que sus padres hayan sido cómplices de un asesinato y desconoce por qué el grupo escapó en primer lugar. Sin embargo, ella está entusiasmada ante la idea de convertirse en superheroína. Así toma el nombre de «Princess Powerful», mientras sus compañeros de equipo la apodan «Bruiser». Poco después del inicio de sus carreras como "superhéroes", los Runaways aceptan como compañero a Topher, quien resulta ser un vampiro. Este muere al ingerir la sangre irradiada por Karolina. Allí Molly, al ser testigo de la muerte de Topher, descubre que la vida de superhéroe no es un juego, y llora por su madre.
Gracias a que Alex descifra un texto guardado por sus padres, llamado «The Abstract», averiguan más sobre las actividades de sus padres como The Pride, sus vínculos con los Gibborim, y su objetivo final de exterminar a toda la vida humana, salvo por los seis miembros más leales de The Pride. Molly expresa desinterés por las motivaciones de The Pride, aunque se entusiasma cuando Alex propone interrumpir el sacrificio de The Pride para los Gibborim. Al encontrarlos, Molly es testigo de porqué ella y sus amigos han estado escondidos durante meses e interrumpe el sacrificio. Entonces escapa con los Runaways cuando los Gibborim atacan a The Pride. Luego de la desaparición de The Pride, Molly es enviada a X-Corp por los servicios sociales, pero huye con la ayuda de Gert y se va con el resto del equipo.

### Runaways
Molly combate bajo el mando de Nico cuando son testigos de cómo una Gert del futuro muere en los brazos de Chase advirtiendo a los Runaways sobre un futuro supervillano llamado Victor Mancha. Molly participa en su búsqueda, y durante la segunda pelea con Excelsior, reconoce el acento falso de Cámara; quien más tarde se revela como Geoffrey Wilder, el padre de Alex, disfrazado.
Una vez Victor se une al equipo, Molly lo acompaña en los viajes de compras bajo las órdenes de Nico ya que cree que Molly es el único miembro de los Runaways capaz de subyugar a Victor en caso de que los traicione. Durante el viaje a la ciudad de Nueva York para exonerar a Cloak, Molly se encuentra con su ídolo y amor infantil Wolverine, pero él la asusta y ella lo lanza fuera de una iglesia, manteniendo a partir de entonces una aversión hacia él. Después de que los Runaways resolvieran el caso, vuelven a Los Ángeles, pero Wolverine y los X-Men los siguen, esperando que Molly se inscriba en su escuela, aunque no tienen éxito.
Durante una misión, Molly se separa del equipo, Provost la secuestra y la fuerza junto a otros niños a robar bancos para él. Molly convence al resto de revelarse, encontrando su camino de regreso con los Runaways.
Molly es secuestrada en una batalla con una segunda encarnación de The Pride, formada por amigos de Alex de MMORPGs y dirigidos por una versión más joven del padre de Alex, Geoffrey. Nico rescata a Molly con la ayuda de Xavin, pero Gert muere cubriendo su escape. Después de la muerte de Gert, Molly pregunta al Leapfrog, el transporte del grupo, si Gert fue al cielo, pero este no puede responder ya que el Cielo no está en ninguno de los mapas de su base de datos. Más tarde, Molly comienza a escuchar una voz que cree es la de Gert y sigue sus instrucciones. Ella ayuda a Victor a rescatar a Nico de los Gibborim y, posteriormente, se une al equipo en su viaje a través del país para evadir a Iron Man y a S.H.I.E.L.D. La voz que Molly oía se revela más tarde que era la de Alex.
Se hace referencia a Molly en New X-Men #42 (noviembre de 2007): cuando Mercurio investiga para el mutante más joven del mundo, Hellion pregunta por Molly, a quien él cree que tiene cinco años. Las Stepford Cuckoos informan a Julian que eso es incorrecto.

### Mollifest Destiny
En Runaways # 10, los Runaways viajan a San Francisco después de que Molly recibe un mensaje psíquico de Emma Frost invitando a los mutantes a un nuevo refugio. La constante plática de Molly molesta rápidamente a varios de los X-Men y Wolverine le da un recorrido por la nueva base. Molly comienza a molestarlo y ambos discuten hasta que este insulta a los padres de Molly y la llama "chiquilla", lo que la hace reaccionar y arrojarlo a través del techo.
Wolverine es ordenado por Cíclope y Emma Frost a llevar a Molly fuera. Los dos pasean por San Francisco antes de ser secuestrados por un villano que era enemigo de The Pride. El villano y sus soldados habían intentado reclamar una parte de Los Ángeles, aunque los Hayes los detuvieron, masacrando a sus hombres y poniéndolo en un coma traumático de siete años en el que no podía cerrar los ojos, todo para su propio disfrute sádico. Una vez recuperado busca venganza contra ellos diciéndole a Molly lo que hicieron sus padres, tal como haber asesinado gente inocente y niños. Los califica como peor que cualquier súper villano, y en última instancia, matar sería su último acto de venganza. Wolverine y Molly logran derrotarlo, aunque ella nunca podrá pensar en sus padres de la misma manera. Ella es consolada por Wolverine, quien dice que a pesar de sus actos malvados, sus padres deben de haberla amado realmente con el fin de "criar a una niña tan buena como ella."

### Edad Heroica
En Uncanny X-Men: The Heroic Age #1 (2010) Bestia está esperando a Abigail Brand en lo que parece ser una exposición al aire libre de animales fósiles - que resulta ser, el Rancho La Brea. Brand no se presenta y en su lugar va Molly, quien le pide que le cuente acerca de la extinción, aunque está claro que en realidad quiere hablar de la destrucción de los mutantes. Ella se aferra a la esperanza por los «The Five Lights», Bestia intenta persuadirla de no poner sus expectativas tan altas, hasta que finalmente ella lo golpea y huye. Él logra calmarla explicando que la extinción mutante no significa que van a morir antes de lo que deberían, sino que sus hijos y nietos no serían mutantes. Propone que lo único que les queda es sacar lo mejor de sus vidas, para así ser recordados por haber sido dignos de sus dones.
Molly inexplicablemente hace un cameo en New Avengers #7 (2004) como una de las aspirantes a niñera que Luke Cage y Jessica Jones entrevistan. Ella comenta que es menor de edad, y la cortan de escena. Cuando Daken, el hijo psicópata de Wolverine, busca a los Runaways en Los Ángeles, Molly lo acorrala y airadamente le pregunta por qué ha invadido su hogar.
Como parte del evento de Marvel NOW!, Molly Hayes es la única en darse cuenta de que Nico y Chase están desaparecidos y pide ayuda a Hank Pym.
Molly más tarde aparece en las páginas de Avengers Undercover donde ella y Karolina visitan a Nico y Chase en el centro de detención de S.H.I.E.L.D. después de que Hazmat mató a Arcade.
Una vez que los Runaways se separaron, Molly fue llevada por su abuela, a quien Molly reconoció pronto como "malvada", aunque no en la medida que sus padres. Durante el tiempo de Molly con su abuela, se entera de que ella era su abuela materna directa, que había tomado al padre de Molly cuando había escapado, y llevó a cabo investigaciones genéticas para otorgar a sus padres de Molly sus poderes, explicando cómo la familia de Molly podría compartir el mismo poder mutante. La abuela revela su verdadera agenda de tratar de recrear genéticamente a los padres muertos de Molly, pero ella rechaza la idea, eligiendo en cambio regresar a los fugitivos (que ahora incluyen a la resucitada Gert y al jefe sin cuerpo de Victor Mancha).
A falta de vida escolar, Abigail le pide a Nico que use su magia y la inscriba legalmente en la escuela secundaria. Allí conoce a una chica llamada Abigail, con la que se hizo muy buena amiga. Con el tiempo, Abigail confinados en ella que no tenía edad, y le dio una magdalena encantada una vez que le había dado la Encantadora que permita a Molly a permanecer joven para siempre. Sin embargo, mientras Molly dudaba acerca de si debía aceptar o no, la magdalena fue consumida inadvertidamente por Julie Power, quien estaba visitando a los Runaways, convirtiéndola nuevamente en una niña de 13 años. Los Runaways obtuvieron el antídoto que la Encantadora proporcionó con los cupcakes, contra los deseos de Abigail, que rompieron su relación.

## Poderes y habilidades
Originalmente, el poder mutante de Molly era una fuerza sobrehumana, con la que derrota un monstruo gigante más grande que rascacielos; crea túneles a través de kilómetros de roca; y rompe objetos sólidos sobre su cabeza. Sin embargo, Molly solo fue capaz de utilizar sus poderes por una cantidad limitada de tiempo antes de sentirse agotada y dormirse. La primera vez que utiliza sus poderes, se queda dormida después de tirar un golpe, pero a medida que la serie avanza, Molly es capaz de utilizar sus poderes por períodos de tiempo cada vez mayores sin cansarse. Nico una vez utilizó el «Staff of One» para darle a Molly un rush de cafeína mientras lucha contra un monstruo gigante para mantenerla despierta ya.
Posteriormente se revela que tiene invulnerabilidad, cuando un miembro de la Brigada de Demolición golpea la cabeza de Molly con su pala encantada, haciendo que la pala se rompiera en pedazos. A pesar de la mutación de Molly esta es completamente diferente de la de sus padres, sus ojos aún brillan de un violeta-rosa al usar sus poderes, al igual que sus padres.
La fuerza de Molly ha fallado en dos ocasiones: cuando no era capaz de perforar la armadura de adamantium de Doctor Doombot; y cuando no era capaz de liberarse de las ataduras Majesdanian de Leslie Dean.

## Recepción
En 2008, la lista de los diez mejores héroes adolescentes de Marvel.com contó con Molly como número once, resaltando su corta edad como la razón por la que no podía estar en la lista regular. En 2007, los Runaways entraron en la lista en el número cinco de diez de los mejores equipos, siendo el mejor momento de los Runaways cuando Molly y Víctor hicieron su versión de los X-Men "Fastball Especial".

## Relaciones
A pesar de que Molly disfruta de ser independiente y un superhéroe, ella sigue siendo una niña preadolescente que quiere divertirse. La mayoría de sus estrechas relaciones se basan en quien está dispuesto a pasar la mayor parte del tiempo jugando con ella. Molly también tiene una tendencia a lo largo de la serie de acercarse a las personas a las que ella puede mirar para arriba.

### Chase Stein
Desde el comienzo de la serie, Molly y Chase Stein se involucran en una relación de hermano mayor / hermana menor: se discuten, se pongan adjetivos y bromean. Chase siempre se levanta para proteger a Molly. Después de la muerte de Gert, la relación de Chase con Molly se convierte en una de pura ira, que llevó a Chase a decir en Civil War: Young Avengers/Runaways "Molly ¿Por qué no $ &!? maduras?!". Su relación es reparado al final del arco de la historia cuando Chase expresa sus celos por el creciente apego de Molly hacia el joven Avenger Speed, quien luego le dice a Chase que no importa qué, Molly lo admiraba a él.

### Victor Mancha
Molly conoce a Víctor Mancha cuando los Runaways lo secuestrarlo de su escuela secundaria, con la esperanza de evitar que la profecía de que un día Víctor matara a los héroes de la Tierra. Molly se ajusta con bastante rapidez a la adición de Víctor al equipo; ella pasa más tiempo fuera del campo de batalla con Víctor que la mayoría, juega a juegos de mesa con él y van juntos de compras. Durante uno de sus viajes, se revela que Nico ha ordenado a Molly "cuidar" de Víctor, porque ella es la única lo suficientemente fuerte para detener a Víctor si este se vuelve loco. Molly le dice a Víctor que ella no le tiene miedo, y que está dispuesta a darle el beneficio de la duda con respecto a su supuesto futuro. Víctor piensa que Molly esta simplemente adulando para conseguir que compre su cereal favorito, pero como ella lo trata como a un igual y constantemente pasa tiempo con él, se llega a la conclusión de que Molly no está simplemente aprovechándose de él. Como la relación de Molly con Chase se deterioró, su relación con Víctor se hizo más fuerte.

### Xavin
Aunque Xavin era inicialmente hostil hacia todos los Runaways (excepto Karolina) ha mostrado una gran cantidad de preocupación por el bienestar de Molly. Ella regresó a la Tierra con Karolina después de su intento de boda fallido justo cuando los Runaways estaban tratando de localizar a Molly después de que fuese secuestrada por el segundo Pride; Xavin inmediatamente se ofreció a los esfuerzos de búsqueda para localizar a "la cría." Xavin es otra de los compañeros de juego de Molly; durante una de sus sesiones de juego, Molly expresó su desagrado con Xavin constantemente cambiando de forma y dijo que la mayor parte del equipo se sentían de la misma manera. A pesar de esto, Xavin luchó contra el Gibborim sin dudarlo para proteger el equipo, después de eso Molly admitió que la abnegación de Xavin compensa el cambio de forma constante. Las dos ahora comparten una estrecha camaradería.

### Gertrude Yorkes
Durante la serie, Gertrude Yorkes era generalmente a la que Molly le preguntó la mayoría de sus dudas y normalmente trabajan juntas para proteger el albergue y su coche para escapar. Cuando Gert fue asesinado a manos de Geoffrey Wilder, Molly pasó un tiempo sentada frente a una foto de Gert en la pared del nuevo albergue. Molly iba a hablar con Gert como si estuviera realmente allí. También le pregunto al Leapfrog si Gert fue al cielo (aunque era incapaz de responder porque "el cielo" no estaba en ninguno de los mapas del Leapfrog). En al menos una ocasión, Molly parece obtener información de una voz desconocida que sólo ella puede oír, ella cree que es la voz de Gert, pero en realidad, era la voz de Alex Wilder, en un intento de redimirse y escapar del limbo.

### Klara Prast
Cuando viajan al pasado, Karolina presentó a Molly a una chica en apuros llamada Klara Prast, para que la ayudará a acercarse a ella ya que tenían la misma edad. Molly la invita a unirse al equipo, y juntos logran convencerla de venir con ellos para escapar de su trágico destino de estar casada con un marido abusivo (los aspectos físicos y posiblemente más grave de abuso sexual que Molly no entiende totalmente debido a su vida relativamente protegida). Cuando Klara está molesto por la aparente relación lésbica interracial de Karolina y Xavin, provoca un distanciamiento entre ella y Molly, como Molly defiende Karolina y no puede relacionarse con las actitudes homófobas y racistas de Klara, que son resultado de su crianza. Klara está visiblemente triste por la confrontación (sus emociones se ven reflejadas en sus rosas) y se va. Más tarde, ella regresa, golpeada por su marido, y el equipo la acepta de nuevo. Mientras las dos chicas tienen personalidades muy diferentes, con Molly sintiéndose joven en comparación a Klara que ha resistido un montón de dificultades en su vida, las dos se vuelven cercanas.

## Otras versiones

### La Batalla del Átomo
Una versión adulta de Molly Hayes aparece en el arco argumental que conmemora el 50.ª aniversario de la existencia de los X-Men, llamado La Batalla del Átomo, donde un grupo futuro de X-Men dirigidos por Kitty Pryde, del que forma parte Molly Hayes, viaja al presente para devolver a la Nueva Patrulla-X a su corriente temporal.
Más tarde se revela que este grupo es en realidad la futura Hermandad de mutantes diabólicos. Molly y algunos miembros de la Hermandad se esconden en la nueva Escuela Xavier dirigida por Cíclope, donde son derrotados por la joven Jean Grey quien descubre que estaban bajo el control mental de Charles Xavier II. Molly y la Hermandad son liberados y regresan a su futuro.
En esta versión Molly Hayes es una adulta alta y musculosa que ya no padece fatiga tras usar su fuerza sobrehumana.

### Secret Wars
Durante Secret Wars bajo el estandarte de Battleworld, Molly hace un cameo en A-Force como residente del dominio de Battleworld de Arcadia. Una versión de ella del Reino de Manhattan de Battleworld aparece como un personaje principal en la versión alternativa de la versión de Battleworld de los Runaways.

## En otros medios

### Televisión
Allegra Acosta interpreta a Molly en la serie de televisión Runaways con su apellido cambiado a Hernández. Ya que 20th Century Fox es Walt Disney Company ya poseen los X-Men y la palabra Mutante, por lo tanto pueden mencionar a Molly como mutante como en los comic en algún futuro , Molly no se conoce como tal, pero sus poderes todavía parecen manifestarse a través de la pubertad. En la temporada 1, antes de la apertura de la serie, sus padres murieron en un incendio y fue adoptada por los Yorkes. Ella descubre que tiene una gran fuerza al principio después de sufrir calambres y más tarde en su casa descubre un dinosaurio en el sótano. Ella le ruega a Gert que se la lleve y se dirigen a la casa de Alex. Ella se encuentra con sus amigos y, aunque la reunión es incómoda, pronto descubren un pasaje secreto en la casa que lleva a sus padres a sacrificar el Destino en un ritual. El flash de la cámara de Molly es visto por los padres. El grupo acepta negarse a ver nada para descubrir qué está haciendo Pride y cómo detenerlos. La madre de Alex, Catherine, encuentra un moño que pertenece a Molly y comienza a cuestionarla. Molly convence a Catherine de que los demás le pidieron que buscara alcohol. Molly luego le pregunta a Catherine sobre sus padres, con Catherine prometiéndole contarle sobre ellos en otro momento. Molly, en un esfuerzo por saber más sobre sus padres, accidentalmente le contesta a Catherine sobre su conocimiento del Orgullo. Geoffrey y Catherine le dicen a Dale y Stacy que deben hacer algo con respecto a Molly, ya que ella conoce las actividades del Orgullo. Le dicen a Molly que la enviarán lejos, lo que la enoja y Gert la consuela. Mientras vive con su pariente, Graciela, Molly recibe una carta con una llave que la lleva a un casillero que contiene una cinta VHS. Molly regresa al grupo con la cinta VHS que contiene un video de sus padres que le advierten sobre las actividades del Orgullo. Molly y los demás deciden usar el baile de la escuela como una cubierta para infiltrarse en el sitio de perforación. Molly usa su fuerza para empujar un camión de basura en el agujero de perforación en un intento de detener el taladro. El Orgullo llega y aprende de los poderes de Molly y de su amiga. Al no poder detenerlos, Karolina es capturada mientras Molly y los demás escapan. Molly y Chase se cuelan en la Iglesia de Gibborim y rescatan a Karolina. Molly y los demás luego se dirigen a una estación de autobuses, pero se ven obligados a huir después de que los demás son acusados de secuestrar a Molly y matar a la chica que Pride había asesinado.

### Videojuegos
- Molly Hayes apareció como un personaje jugable en el videojuego de Facebook Marvel: Avengers Alliance.
- Molly Hayes es un personaje jugable en Lego Marvel Super Heroes 2.[24] Ella aparece en el DLC "Runaways".